# Micaria deserticola
Micaria deserticola är en spindelart som beskrevs av Willis J. Gertsch 1933. Micaria deserticola ingår i släktet Micaria och familjen plattbuksspindlar. Inga underarter finns listade i Catalogue of Life.